# Le Fils de Dracula
Pour plus de détails, voir Fiche technique et Distribution.
Le Fils de Dracula (Son of Dracula) est un film d'horreur américain sorti en 1943. Dirigé par Robert Siodmak (son premier film pour Universal Studios), le scénario du film émanait de son frère Curt. Les vedettes du film étaient Lon Chaney, Jr., Robert Paige, Louise Allbritton et Evelyn Ankers. C'est le premier film où un vampire se transforme en chauve-souris à l'écran.
C'est le dernier film d'une trilogie de la Universal Studios sur Dracula dont les deux premiers sont Dracula et La Fille de Dracula et fait partie de la série des Universal Monsters.

## Synopsis
Le comte hongrois Alucard (Lon Chaney, Jr.), un mystérieux étranger, arrive aux É.-U. à l'invitation de Katherine Caldwell (Louise Allbritton), l'une des filles du planteur de La Nouvelle-Orléans, le colonel Caldwell (George Irving). Peu après son arrivée, le colonel décède et lègue à Claire une somme d'argent et à Katherine sa plantation Dark Oaks. Katherine, une femme fascinée par la morbidité, fréquente en secret Alucard et l'épouse plus tard, négligeant son ami de cœur de longue date, Frank Stanley. Ce dernier confronte le couple et tente de tuer d'une balle Alucard : la balle le traverse et tue Katherine.
Choqué, Frank court chercher le Dr Brewster, qui se rend à Dark Oaks pour y découvrir Alucard et Katherine vivants et en santé. Le couple affirme qu'il s'adonnera à la recherche scientifique pour le reste de leur vie et ne recevra les visiteurs que de nuit. Frank confesse son meurtre à la police. Brewster tente de convaincre le sheriff que Katherine est vivante et sera absente de jour, mais le sheriff insiste pour fouiller Dark Oaks. C'est ainsi qu'il découvre le corps mort de Katherine et le fait transférer à la morgue.
Entretemps, le professeur hongrois Lazlo arrive à la maison de Brewster. Ce dernier a observé qu'Alucard est le nom inversé de Dracula : Lazlo suspecte du vampirisme. Un garçon qui a été mordu et drainé de son sang (mais encore vivant) vient confirmer ses soupçons. Plus tard, le comte apparaît devant Brewster et Lazlo, mais est repoussé par une croix.
Katherine entre dans la cellule de Frank et lui explique qu'elle l'aime encore, qu'elle n'a épousé Alucard que pour être immortelle. Frank est au départ révulsé, mais accepte finalement son plan pour détruire Alucard. Il s'enfuit de la cellule, découvre l'endroit où se cache Alucard et brûle son cercueil, ce qui tue le comte. Brewster, Lazlo et le sherif arrivent sur les lieux, découvrant les cendres d'Alucard. Par la suite, ils se dirigent vers Dark Oaks, où ils découvrent que Frank a aussi incinéré Katherine.

## Fiche technique
- Titre français : Le Fils de Dracula
- Titre original : Son of Dracula
- Réalisation : Robert Siodmak, assisté de Ford Beebe (non crédité)
- Scénario : Éric Taylor (en), d'après une histoire de Curt Siodmak
- Chef-opérateur : George Robinson
- Musique : Hans J. Salter
- Montage : Saul A. Goodkind
- Costumes : Vera West
- Production : Ford Beebe pour Universal Pictures
- Durée : 80 minutes
- Date de sortie :
  - États-Unis : 5 novembre 1943

## Distribution
- Lon Chaney Jr. (VF: Georges Atlas) : le Comte Dracula / le Comte Alucard
- Robert Paige : Frank Stanley
- Louise Allbritton : Katherine Caldwell
- Evelyn Ankers : Claire Caldwell
- Frank Craven : Docteur Brewster
- J. Edward Bromberg : Professeur Lazlo
- Samuel S. Hinds : Juge Simmons
- Pat Moriarity : Shérif Dawes
- Etta McDaniel : Sarah
- George Irving : Colonel Caldwell

## Autour du film
Malgré le fait que le film a été produit par Universal Pictures (comme les deux premiers films Dracula et La Fille de Dracula), il n'est pas considéré comme une suite de ces deux prédécesseurs. Pour plusieurs raisons :
- Le professeur Lazlo dit au docteur Brewster que le vrai Dracula est décédé au XIXe siècle, hors dans le 1er film, Dracula meurt au XXe siècle.
- Le docteur Brewster et le professeur Lazlo déduit que le Comte Alucard pourrait être un descendant de Dracula. Or, dans le second film, la fille de Dracula dit qu'elle est la dernière membre de cette famille.
- Katherine Caldwell dit à Frank Stanley que c'est Dracula en personne, mais Dracula a été tué par Van Helsing dans le 1er film (de plus, l'interprète de Dracula dans le premier film est Béla Lugosi, alors que dans celui-ci, il est joué par Lon Chaney Jr.).